# Anna Kleman

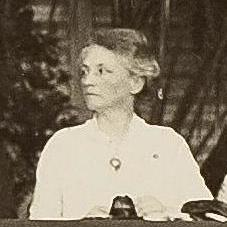
Anna Kleman at the International Congress of Women in 1915

Anna Sofia Kleman (* 24. November 1862 in Karlskrona; † 8. April 1940 in Stockholm) war eine schwedische Pazifistin und Frauenrechtsaktivistin, die besonders für das Frauenwahlrecht einsetzte. Sie nahm an der Stockholmer Frauenwahlrechtskonferenz von 1911 teil und vertrat Schweden 1915 beim Internationalen Frauenfriedenskongress in Den Haag.

## Biographie

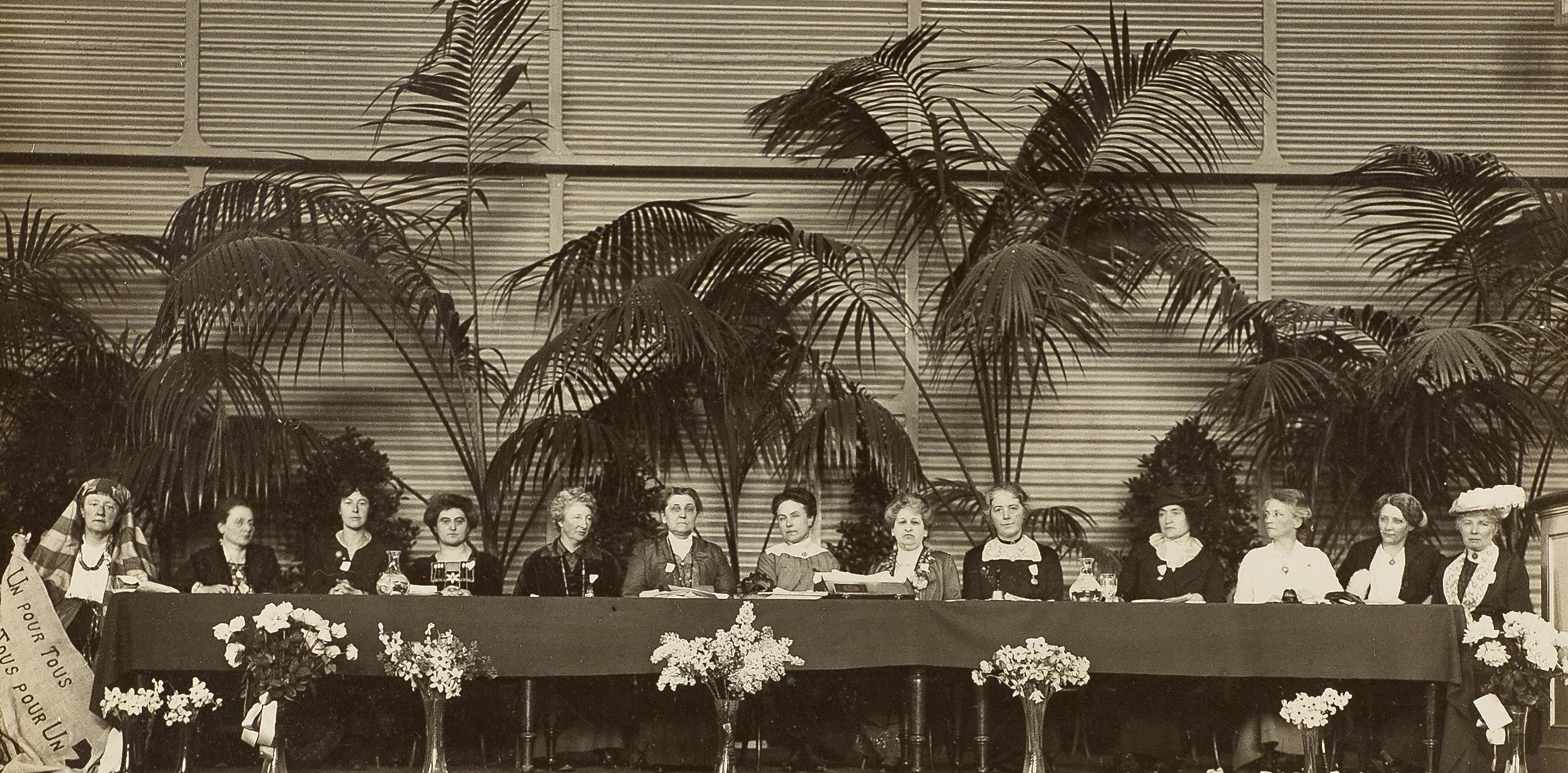
Internationaler Frauenfriedenskongress 1915 in Den Haag: von links nach rechts:1. Lucy Thoumaian (Armenien), 2. Leopoldine Kulka, 3. Laura Hughes (Kanada), 4. Rosika Schwimmer (Ungarn), 5. Anita Augspurg (Deutschland), 6. Jane Addams (USA), 7. Eugénie Hamer, 8. Aletta Jacobs (Niederlande), 9. Chrystal Macmillan (Großbritannien), 10. Rosa Genoni (Italien), 11. Anna Kleman (Schweden), 12. Thora Daugaard (Dänemark), 13. Louise Keilhau (Norwegen)

Anna Sofia Kleman wurde 1862 als Tochter des Kommandanten Carl Kleman (1820–1872) und Johanna Augusta Grahm (1825–1904) in Karlskrona geboren. Ihre jüngere Schwester Ellen Kleman (1867–1943) war wie sie später ebenfalls in der Frauenbewegung aktiv.
1895 arbeitete sie als Angestellte für die Thule-Versicherungsgesellschaft in Stockholm. Ab 1903 war sie im Studenter och Arbetare [Studenten- und Arbeitervereinigung] aktiv und von 1906 bis 1911 war sie Vorstandsmitglied der Landsföreningen för kvinnans politiska röstratt [Vereinigung für Frauenwahlrechtspolitik]. 1907 wurde sie in das Komitee der Frauenorganisation Nya Idun gewählt. Sie war entschiedene Befürworterin des Frauenwahlrechts und nahm 1911 aktiv am Stockholmer Wahlrechtskongress teil. Sie war auch Teilnehmerin an der Internationalen Frauen-Friedenskonferenz 1915 in Den Haag und am Kongress der Internationalen Frauenliga für Frieden und Freiheit (WILPF) 1919 in Zürich.
Als 1919 die Wohltätigkeitsorganisation Save the Children gegründet wurde, sie wurde in Vorstand des schwedischen Pendants Rädda Barnen gewählt und wurde später Vorstandsvorsitzende.
Als Autorin verfasste sie Artikel zur Unterstützung des Frauenwahlrechts für die Zeitschrift Women's Voting Rights.
Von 1915 bis 1918 leitete Kleman die schwedische Sektion der WILPF. 1925 nahm sie als Delegierte an der Tagung des Internationalen Frauenrats teil, die von der WILPF organisiert wurde. Die National Woman Suffrage Association in Washington, D.C. berichtete über die Diskussionen in „Hertha“, einer feministischen Zeitschrift, die lange von Ellen Klemann herausgegeben wurde.
Anna Kleman starb 1940 in Stockholm.